# Guido Trenti
Guido Trenti (Milaan, 27 december 1972) is een voormalig Italiaans-Amerikaans wielrenner. Hij was prof van 1996 tot 2008.
Trenti heeft een Amerikaanse moeder en een Italiaanse vader, wat hem in staat stelt om de dubbele nationaliteit te voeren. In 2001 werd hij de eerste Amerikaan die een etappe in de Ronde van Spanje wist te winnen. In 2002 vertegenwoordigde Trenti de Verenigde Staten op het wereldkampioenschap wielrennen, mede omdat hij niet werd geselecteerd voor het Italiaanse ploeg. Trenti reed zijn laatste twee seizoenen voor de Italiaanse ProTour-ploeg Liquigas.
Tijdens het wielerseizoen verbleef Trenti in het Italiaanse Mussolente.

## Overwinningen
2000
- 9e etappe Ronde van Langkawi

2001
- 19e etappe Ronde van Spanje

## Resultaten in voornaamste wedstrijden
| Jaar | Ronde van Italië | Ronde van Frankrijk | Ronde van Spanje |
| ---- | ---------------- | ------------------- | ---------------- |
| 1998 |                  |                     | 105e             |
| 1999 | 106e             |                     |                  |
| 2000 | 99e              |                     | 91e              |
| 2001 | 124e             |                     | 81e (1)          |
| 2002 | 125e             |                     |                  |
| 2003 | buiten tijd      |                     | 153e             |
| 2004 |                  |                     | 113e             |
| 2005 |                  | 139e                | opgave           |
| 2006 |                  |                     |                  |

| Jaar | Milaan-San Remo | Ronde van Vlaanderen | Parijs-Tours |  | WK op de weg |
| ---- | --------------- | -------------------- | ------------ |  | ------------ |
| 1998 | 80e             | 71e                  | 38e          |  |              |
| 1999 | 113e            | 56e                  |              |  |              |
| 2000 | 109e            |                      |              |  |              |
| 2001 | 12e             | 20e                  |              |  |              |
| 2002 |                 | 84e                  | 82e          |  | 16e          |
| 2003 | 10e             | 21e                  | 38e          |  | 30e          |
| 2004 | 17e             |                      | 22e          |  | 79e          |
| 2005 | 67e             |                      | 73e          |  | 23e          |
| 2006 | 56e             |                      |              |  |              |